# Mitsubishi Raider
Der Mitsubishi Raider ist ein in den USA zwischen 2005 und 2009 produzierter Pick-up mittlerer Größe der japanischen Automobilmarke Mitsubishi Motors.
Der Raider ist technisch eng mit dem zeitgenössischen Dodge Dakota verwandt und lief auch im selben Werk vom Band. Er war nur auf dem Nordamerikanischen Markt, mit einem V6-Motor mit 3,7 Liter Hubraum und einer Leistung von 209 PS (154 kW) sowie mit einem V8-Motor mit 4,7 Liter Hubraum und einer Leistung von 230 PS (169 kW), erhältlich.
Der Raider war auch in einer Offroad-Variante Durocross erhältlich.

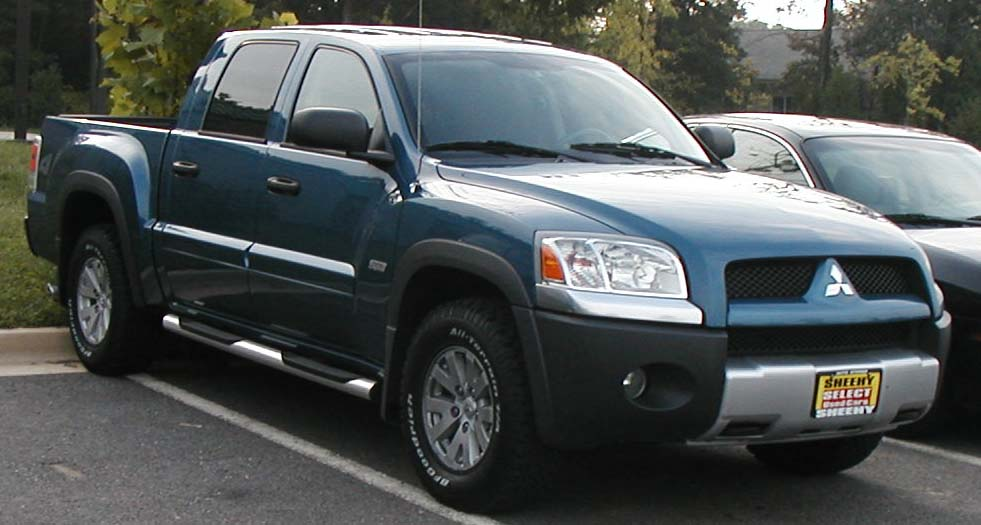
Double Cab